# Roger Alphonse Bétannier
Roger Alphonse Bétannier, né à Paris en 1920, où il est mort en 1999, est un médailleur français.

## Biographie
Roger Alphonse Bétannier expose au Salon des artistes français de 1947, section sculpture.

## Œuvres
- IXe Jeux universitaires mondiaux d'été 1947.